# Checkpoint Basecamp
Checkpoint Basecamp was een Nederlands televisieprogramma van de Evangelische Omroep voor kinderen tussen 9 en 12 jaar. Het programma wordt zowel op televisie uitgezonden via NPO Zapp alsook geüpload op YouTube.

## Het programma
Checkpoint Basecamp draait om zes testteamleden die experimenteren en uitdagingen met elkaar uitgaan. De actie wordt door henzelf al vloggend op camera vastgelegd.
Het programma wordt doordeweeks in de vooravond uitgezonden als een uitzending van 10 minuten. Op zaterdag is er een langere uitzending van 25 minuten. Tevens verschijnt er iedere donderdag een uitzending op YouTube.
In maart 2023 wordt bekendgemaakt dat Checkpoint Basecamp na twee seizoenen zou stoppen om ruimte te maken voor een nieuw te ontwikkelen format. De laatste compilatie is op 1 april uitgezonden.